# 妙音 (明朝)
妙音，明朝末年的宫女。
她在崇祯年间在宫中为宫女，崇祯十七年（1644年）李自成进入北京，明朝灭亡，清军入关，明清鼎革。妙音祝发（削发）京师北城，时常谈起宫中旧事。同时有陈留人女道士道玄，能作诗，研究《左传》。明朝灭亡后在民间洗衣，谈及张皇后时的事情很清楚。